# عرن رأسي
العرن الرأسي (باللاتينية: Hypericum capitatum) نوع نباتي ينتمي إلى جنس العرن من الفصيلة العرنية.

## الموئل والانتشار
موطنه بلاد الشام وتركيا.